# 马青骅
马青骅（1987年12月25日—）是一位中国赛车手，目前效力于WTCR赛事的领克Cyan车队。
2012年及2013年，马青骅先后代表HRT车队及卡特汉姆车队参加了多次F1测试，并有F1练习赛的出场记录，从而成为首位中国籍F1试车手以及首位参与F1练习赛的中国籍赛车手。2014年世界房车锦标赛俄罗斯站第二回合上，马青骅取得比赛胜利，从而成为第一位在国际汽联下属的世界锦标赛上获得分站胜利的中国车手。

## 早年经历
马青骅出生于上海，父親馬強雲担任上海一家汽車維修廠的廠主，随后为方便马青骅训练而投資了上海曲陽的小型賽車場。他从8歲起開始练习卡丁车，12歲時獲得全國青少年組卡丁车冠軍。
2005年起，马青骅开始参加专业初级方程式赛事。当年他代表亚洲车队参加2005年亚洲雷诺方程式挑战杯，并在6场比赛过后取得第16名，最高完赛成绩第5名。同样在2005年，马青骅参加了A1汽车大奖赛中国赛车队车手选拔赛，并取得雷诺方程式组别首位。
随后，他代表星辰车队在2005年赛季意大利F3000方程式以及2006年雷诺方程式2.0北欧杯上分别客串出赛1场及3场。
凭借2005年A1中国车队选拔赛上的出色成绩，马青骅跟随A1中国车队参加了2005-06赛季A1GP汽车大奖赛的部分赛事。揭幕战英国站上，马青骅曾代表中国队出赛练习赛；2006年4月，马青骅又代表中国队参加了2006年中国站的冲刺赛，最终取得第17位。
2008年及2009年，马青骅辗转参加多项欧洲三级方程式赛事。2008年，他参加西班牙三级方程式锦标赛，全赛季两次登上领奖台，排名车手积分榜第7位。2009年，他又参加了英国三级方程式锦标赛的部分赛事。
2010年，马青骅曾代表中国车队参加了超级联赛方程式鄂尔多斯站和北京站的比赛，未能取得积分，也于同年开始试水房车赛，并在2010年中国房车锦标赛第五站获得冠军。
2011年，马青骅加盟北京现代车队，参加中国房车锦标赛并于该年度成为1600cc组别的车手总冠军。

## F1测试车手（2012-2013）

### HRT车队（2012年）
2012年4月5日，西班牙一级方程式车队HRT车队宣布马青骅将加入车队青年车手发展计划，从而成为中国首位F1测试车手；若顺利，马青骅将在2012年赛季末参加年轻车手测试。同年5月23日，HRT车队宣布马青骅将代表车队参加当年7月在英國银石赛道举行的F1青年车手测试。
2012年7月12日，马青骅代表HRT车队参加了F1青年车手测试，此次测试既标志着马青骅完成了他職業生涯的首次F1試車，也让马青骅成为首位驾驶F1赛车参加官方测试的中国车手。当日他共完成82圈测试，取得1:37.829的最快单圈成绩，只比车队正赛车手德拉羅薩在英國站自由练习赛上的最快單圈慢0.4秒，HRT車隊領隊佩雷茲-薩拉(Luis Pｅrez-Sala)也對馬青驊代表车队的测试首秀非常滿意。新秀测试结束后，马青骅也顺利获得了由FIA颁发的超级驾照。
2012年9月4日，HRT车队宣布馬青驊將驾驶纳拉因·卡蒂凯扬的赛车，參加意大利站第一节練習賽，马青骅也因此成为首位参与F1比赛周末，并参与F1练习赛的中国车手。该场练习赛中，马青骅共完成26圈，最终以1分31秒239的成绩排名垫底。而在之后的新加坡站、阿布扎比站和美国站，马青骅先后三次驾驶纳拉因·卡蒂凯扬的赛车在周五练习赛中出场，其中在美国站他还因维修区超速被罚款2000欧元，该罚单是马青骅F1测试生涯的首张罚单，也是中国车手在F1领到的第一张罚单。但在此三场练习赛出场之中，马青骅成绩不佳，全部排名末尾。
2012年11月6日，上海市体育局举办新闻发布会，表彰马青骅在F1赛事上做出的成绩。该场新闻发布会上，上海市体育局宣布，马青骅将作为HRT车队2013赛季的其中一位官方车手参加F1分站赛，具体分站待定，媒体也开始使用“首位中国F1车手”的头衔描述马青骅，误认为其将于2013赛季成为HRT车队的正式车手。但随后，HRT车队在接受外媒采访时否认与马青骅签订了2013赛季正式车手的合约，同时称上海市体育局召开的新闻发布会没有任何签约，仅仅是中国政府为表彰马青骅所取得的成绩而召开。实际上，根据之后披露的HRT首席执行官的表述以及马青骅经纪人金勇的表态，马青骅将作为HRT车队2013赛季的其中一位“正式车手”参加2013年中国站的比赛，至于是否参加其它分站的比赛则还需要与HRT车队方面商讨。然而，在马青骅与HRT车队签约后，西班牙媒体即披露HRT车队陷入财政危机，甚至HRT车队首席执行官马库斯致函中国赛车协会，表示如马青骅能够为车队带来3000万元的赞助合同，他与HRT车队签订的合约将继续生效，同时也将成为2013赛季HRT车队的正式车手。
2012年12月，由于HRT车队无力缴纳参赛保证金，车队并未出现在国际汽联所公布的2013赛季F1参赛名单上，而马青骅也失去了代表HRT车队参加F1正赛的机会。然而，在接受媒体采访时，马青骅的经纪人表示“HRT车队与新买家的谈判还在进行中”，马青骅仍有代表HRT车队参赛的希望。而在HRT车队确认无法参赛时，马青骅团队也在与其他车队接洽，以寻求加盟其它F1车队并继续留在F1围场。

### 卡特汉姆车队（2013年）
2013年2月25日，卡特汉姆车队在其Twitter帐号上宣布马青骅将代表卡特汉姆GP2车队参与2013年GP2赛前试车。随后的2月26日至3月1日，马青骅在西班牙赫雷斯赛道首次代表卡特汉姆GP2车队完成测试，并在GP2首轮官方测试的三天之中取得最高第15位的排名。
3月1日，卡特汉姆车队正式宣布马青骅成为其F1车队的预备车手，同时他也将跟随卡特汉姆的GP2车队工作，参加GP2比赛。在赛季前两场比赛澳大利亚站和马来西亚站上，马青骅只作为后备车手在工作区待命。而在当年3月的GP2马来西亚站比赛上，马青骅则代表卡特汉姆GP2车队参加正赛。在周六的排位赛中，他以1:45.497的成绩获得第20位。正賽中，他從第19位起步，最終以第21位完成比賽，而在比賽2/3過後，他的速度出现了明顯下降；赛后，他称自己出现了水土不服的情况，能够带病完赛“没有遗憾”。正赛完賽後，極度虛脫的馬青驊被確認為腸胃炎，经过醫療官的诊断后，他未获得參加冲刺賽的健康许可，没能在冲刺赛出场。
2013年中国大奖赛上，马青骅在星期五的第一节自由练习赛上驾驶查尔斯·皮克的赛车参赛，这是他首次代表卡特汉姆车队参加F1练习赛；马青骅也因此成为F1中国大奖赛举办十年来，第一位参加F1中国站比赛周末并在练习赛上参赛的中国车手。马青骅在该节练习赛中驾驶卡特汉姆CT-03赛车进行了20圈的测试，取得1:43.545的最快圈速，位列第22位。
但在中国站结束后的2013年4月，卡特汉姆车队宣布曾为车队效力的老将海基·科瓦莱宁将顶替马青骅担任卡特汉姆F1车队的预备车手，而美国车手亚历山大·罗西也顶替了马青骅在卡特汉姆GP2车队的席位。媒体分析，马青骅的商业运作未达预期以及其经验不足是其在卡特汉姆车队失去席位的原因。

## 辗转多个赛事（2014-今）

### 首次参加WTCC(2014-2015)
2013年11月，马青骅临时顶替韩寒，代表上海大众333车队参加了2013赛季中国房车锦标赛收官战上海站的比赛，并在排位赛取得第三位，正赛排名第6位并取得全场最快圈速，这也标志着马青骅时隔三年再度参加房车赛事。
2014年2月28日，雪铁龙WTCC车队宣布马青骅加盟车队，搭档伊万·穆勒、塞巴斯蒂安·勒布及何塞·马里亚·洛佩兹参加世界房车锦标赛。他在2014赛季将驾驶雪铁龙车队的33号赛车，在5场特定分站参加比赛。
2014年6月8日，在WTCC俄罗斯大奖赛第二回合比赛上，在第二位起步的马青骅最终获得当站冠军，成为第一位在WTCC赛事获得分站冠军的中国车手，同时更成为首位在国际汽联下属的世界锦标赛上获得分站胜利的中国车手。随后，他在同年10月的WTCC上海站第一回合上又取得亚军及全场最快圈速，第二次登上WTCC领奖台。在只参加了5站10回合比赛的情况下，马青骅以69分排名车手积分榜第13位。
2015年2月，马青骅与雪铁龙WTCC车队完成续约，成为雪铁龙车队该赛季的全赛季参赛车手，同时继续驾驶车队的33号赛车征战WTCC比赛。该赛季马青骅先后6次登上领奖台，其中在2015年7月举行的葡萄牙站第二回合比赛上，马青骅更是在取得杆位的同时最终夺冠并取得最快圈速，取得个人的第二场WTCC分站胜利。最终马青骅在该年度排名车手积分榜第4位。
由于雪铁龙决定在2016赛季结束后退出WTCC赛事，因此在2016赛季雪铁龙缩减参赛规模的情况下，马青骅未获续约。此后，马青骅曾计划于2016年举办的世界拉力锦标赛中国站上出赛并完成WRC首秀，但随着中国站的取消，马青骅的拉力赛计划也被迫取消。

### 首次参加电动方程式(2016-2018)
2016年4月，马青骅与电动方程式的亚久里车队签约，取代萨尔瓦多·杜兰成为车队正式车手，参加2015－16年电动方程式锦标赛最后四站的比赛，他也成为首位参加电动方程式赛事的中国车手。他在自己的首场电动方程式分站赛巴黎站上退赛，随后的柏林站以及伦敦站双赛上他则全部完赛，但并未取得任何积分。
而在亚久里车队改组为钛麒车队后，马青骅继续留队并搭档让-埃里克·韦尔涅参加了2016－17年电动方程式锦标赛前三站的比赛。赛季揭幕战香港站上他未能完赛，而在马拉喀什站和布宜诺斯艾利斯站上他全部完赛，但并未进入积分区。第4站比赛墨西哥站开始，马青骅被前F1车手埃斯特班·古铁雷斯取代，没有参加该赛季接下来的比赛。
2017年11月，蔚来车队宣布，马青骅将在2017-18赛季起加盟蔚来车队，成为车队预备车手。而在2018年巴黎站和纽约双赛第二回合比赛中，马青骅先后两次作为替补车手参与比赛：巴黎站上，他顶替受伤的卢卡·菲利皮参加比赛，而收官战纽约站第二回合上则是代替受伤的另一位正赛车手奥利弗·特维，两场比赛上他均未能进入积分区。
2019年1月21日，蔚来车队宣布马青骅将在2018-19赛季继续担任车队官方预备车手，他在该赛季未有替补参加分站的记录。

### 重回WTCC/WTCR(2017-2019)
2017年WTCC澳门站上，马青骅代表勒布车队参加了两回合赛事，这是时隔一年后他再次参加WTCC分站赛。在两回合的比赛中，马青骅在首回合排名第14位，次回合排名第12位并取得全场最快圈速。
同样在2017年，马青骅与香港捷凯车队合作，分别参加了2017年TCR国际汽车中国系列赛和2017年TCR亚洲系列赛两个系列赛的1场及2场比赛。TCR中国系列赛上海第二站第三回合的比赛上，马青骅取得当场比赛亚军；而在TCR亚洲系列赛上海站的两回合比赛上，他在第一回合退赛，第二回合则取得第4位。
2018年，马青骅与比利时布森·吉尼翁车队签约，并驾驶布森·吉尼翁车队的本田思域赛车参加WTCC与TCR进行合并后的WTCR首个赛季在中国境内举行的宁波站、武汉站及澳门站比赛。该赛季他共参赛8个回合的比赛，其中完赛7场，并在武汉站第三回合以第7名完赛，取得积分。同年，他还获邀参加世界跨界拉力锦标赛首个赛季的比赛，并在英国站出场，成为首位在该赛事出场参赛的中国车手。
2019年，马青骅改为加盟以“慕尚车队”（Team Mulsanne）名义参赛的罗密欧·法拉利车队，并驾驶该车队的阿尔法·罗密欧朱列塔赛车参加全赛季WTCR比赛，这也是马青骅时隔四个赛季再次参加WTCR全赛季比赛。该赛季马青骅共在斯洛伐克站、葡萄牙站及中国站先后四次登上领奖台，其中他先在斯洛伐克站首回合上拿到亚军，又在第三回合上夺得冠军及全场最快圈速，成为首位在改制合并后的WTCR分站上夺冠的中国车手，也是马青骅继2015年WTCC葡萄牙站上夺冠后再次取得世界房车赛事的分站冠军，这场胜利也是慕尚车队在2019赛季得到的第一个及唯一一个分站冠军。最终，马青骅以133分排名年度车手积分榜第16位。

### 重回电动方程式(2019-2020)
2019年10月，经过重新改组的蔚来333车队宣布，马青骅将在2019-20赛季由预备车手升格为正式车手，搭档奥利弗·特维参加全赛季比赛。然而，在赛季前5站比赛中，受限于赛车性能原因，他未能取得任何积分，最高排名是在圣地亚哥站取得的第16位。
由于2020年新冠疫情爆发后的旅行限制，马青骅无法前往德国柏林参加2019-20赛季最后6场收官阶段比赛，取而代之的则是休赛期因线上比赛替跑事件被奥迪车队开除的德国车手丹尼尔·阿伯特。此后，马青骅也未与蔚来333车队续约。

### 重心转投亚洲，再度征战WTCR(2020-今)
2020年，马青骅回归曾在2017年有过合作的香港捷凯车队，并随队征战2020年TCR国际汽车中国系列赛。该赛季捷凯车队与吉利汽车旗下的领克品牌合作，以“壳牌捷凯领克车队”名义参赛，这为马青骅与领克的合作打下基础。全赛季6场12回合比赛中，马青骅8次登上领奖台，取得4个回合的比赛胜利并取得6个最快圈速和一个杆位，最终以154分提前一回合取得赛事年度车手冠军。
2021赛季，马青骅继续为壳牌捷凯领克车队效力，但该年度的参赛重心转移至TCR亚洲系列赛。该年度的6场12回合比赛中，马青骅9次登上领奖台，取得4场比赛胜利，3个杆位及1个最快圈速，却由于在澳门收官战遭遇爆胎而在车手积分榜上被队友张志强超越，取得年度亚军。
2022年2月22日，领克Cyan车队宣布，马青骅将在2022赛季加盟车队征战WTCR全赛季赛事，这也是马青骅时隔三年再次以全赛季车手身份参加WTCR，更是他首次在WTCR赛场驾驶中国品牌赛车出赛。而在赛季揭幕战法国波城站第二回合的比赛上，马青骅取得季军，首次代表Cyan车队登上WTCR领奖台。而在此后的几站比赛中，马青骅也保持着良好的得分势头。但由于Cyan车队与WTCR管理者之间因固特异轮胎造成的安全隐患无法解决而产生争执，领克Cyan车队先是退出了7月进行的意大利站，随后车队更于8月4日宣布在轮胎安全问题无法解决前，暂时退出WTCR比赛，马青骅也随领克Cyan车队暂时退出WTCR赛场。

## 成绩
| 赛季    | 赛事                                 | 车队                 | 参赛              | 获胜              | 杆位              | 最快圈速          | 领奖台            | 积分              | 排名              |
| ------- | ------------------------------------ | -------------------- | ----------------- | ----------------- | ----------------- | ----------------- | ----------------- | ----------------- | ----------------- |
| 2005    | 亚洲雷诺方程式挑战赛                 | 上赛佳通轮胎车队     | 4                 | 0                 | 0                 | 0                 | 0                 | 35                | 第16              |
| 2005    | 亚洲雷诺方程式挑战赛                 | 亚洲车队             | 2                 | 0                 | 0                 | 0                 | 0                 | 35                | 第16              |
| 2005    | 意大利F3000方程式                    | 星辰车队             | 1                 | 0                 | 0                 | 0                 | 0                 | 0                 | NC†               |
| 2005–06 | A1GP汽車大獎賽                       | 中国车队             | 2                 | 0                 | 0                 | 0                 | 0                 | 6                 | 第22‡             |
| 2006    | 雷诺方程式北欧杯                     | 星辰车队             | 6                 | 0                 | 0                 | 0                 | 0                 | 33                | 第26              |
| 2008    | 西班牙三级方程式锦标赛               | West-Tec车队         | 11                | 0                 | 0                 | 0                 | 0                 | 0                 | 第18              |
| 2008    | 西班牙三级方程式锦标赛西班牙国内组别 | West-Tec车队         | 11                | 0                 | 0                 | 0                 | 2                 | 24                | 第7               |
| 2009    | 英国F3-英国国内组                    | West-Tec车队         | 2                 | 0                 | 0                 | 0                 | 0                 | 10                | 第10              |
| 2010    | 超级联赛方程式                       | 中国车队             | 2                 | 0                 | 0                 | 0                 | 0                 | 19                | 第26‡             |
| 2011    | 中国房车锦标赛 - 1600cc组            | 北京现代车队         | 8                 | 3                 | 4                 | ?                 | ?                 | 116               | 冠军              |
| 2012    | 一级方程式                           | HRT车队              | 试车手            | 试车手            | 试车手            | 试车手            | 试车手            | 试车手            | 试车手            |
| 2013    | GP2系列赛                            | 卡特汉姆GP2车队      | 1                 | 0                 | 0                 | 0                 | 0                 | 0                 | 第35              |
| 2013    | 一级方程式                           | 卡特汉姆车队         | 第三车手/预备车手 | 第三车手/预备车手 | 第三车手/预备车手 | 第三车手/预备车手 | 第三车手/预备车手 | 第三车手/预备车手 | 第三车手/预备车手 |
| 2014    | 世界房车锦标赛                       | 雪铁龙道达尔WTCC车队 | 10                | 1                 | 0                 | 1                 | 2                 | 69                | 第13              |
| 2015    | 世界房车锦标赛                       | 雪铁龙道达尔WTCC车队 | 24                | 1                 | 0                 | 1                 | 6                 | 241               | 第4               |
| 2015-16 | 电动方程式                           | 亚久里车队           | 4                 | 0                 | 0                 | 0                 | 0                 | 0                 | 第19              |
| 2016–17 | 电动方程式                           | 钛麒                 | 3                 | 0                 | 0                 | 0                 | 0                 | 0                 | 第25              |
| 2017    | 世界房车锦标赛                       | 勒布车队             | 2                 | 0                 | 0                 | 1                 | 0                 | 0                 | 第21              |
| 2017    | TCR中国系列赛                        | 捷凯车队             | 1                 | 0                 | 0                 | 1                 | 1                 | 36                | 第15              |
| 2017    | TCR亚洲系列赛                        | 捷凯车队             | 2                 | 0                 | 0                 | 0                 | 0                 | 0                 | NC†               |
| 2017–18 | 电动方程式                           | 蔚来车队             | 2                 | 0                 | 0                 | 0                 | 0                 | 0                 | 第23              |
| 2018    | 世界房车杯                           | 布森·吉尼翁车队      | 8                 | 0                 | 0                 | 0                 | 0                 | 7                 | 第30              |
| 2018    | 世界跨界拉力锦标赛                   | STARD                | 1                 | 0                 | 0                 | 0                 | 0                 | 0                 | 第37              |
| 2019    | 世界房车杯                           | 慕尚车队             | 30                | 1                 | 0                 | 1                 | 4                 | 133               | 第16              |
| 2019-20 | 电动方程式                           | 蔚来333车队          | 5                 | 0                 | 0                 | 0                 | 0                 | 0                 | 第28              |
| 2020    | TCR中国系列赛                        | 壳牌捷凯领克车队     | 12                | 4                 | 1                 | 6                 | 8                 | 154               | 冠军              |
| 2021    | TCR亚洲系列赛                        | 壳牌捷凯领克车队     | 12                | 4                 | 3                 | 1                 | 9                 | 239               | 亚军              |
| 2021    | TCR中国系列赛                        | 壳牌捷凯领克车队     | 2                 | 0                 | 0                 | 0                 | 0                 | 0                 | NC†               |
| 2022    | 世界房车杯                           | 领克Cyan车队         | 4                 | 0                 | 0                 | 0                 | 1                 | 55                | 第6*              |

† 以客串车手身份参赛，因此不能获得积分。

‡ 按车队或车组计算积分。

* 赛季进行中。

### GP2系列赛成绩
(图例)（粗体为杆位出赛，斜体为最快圈速）
| 赛季 | 车队         | 1          | 2           | 3         | 4         | 5       | 6       | 7       | 8       | 9       | 10      | 11      | 12      | 13      | 14      | 15      | 16      | 17   | 18   | 19      | 20      | 21      | 22      | 排名  | 积分 |
| ---- | ------------ | ---------- | ----------- | --------- | --------- | ------- | ------- | ------- | ------- | ------- | ------- | ------- | ------- | ------- | ------- | ------- | ------- | ---- | ---- | ------- | ------- | ------- | ------- | ----- | ---- |
| 2013 | 卡特汉姆车队 | 马 正赛 21 | 马 冲刺 DNS | 巴林 正赛 | 巴林 冲刺 | 西 正赛 | 西 冲刺 | 摩 正赛 | 摩 冲刺 | 英 正赛 | 英 冲刺 | 德 正赛 | 德 冲刺 | 匈 正赛 | 匈 冲刺 | 奥 正赛 | 奥 冲刺 | 正赛 | 冲刺 | 新 正赛 | 新 冲刺 | 阿 正赛 | 阿 冲刺 | 第26* | 0*   |

- 赛季进行中。